# Venezuela en los Juegos Olímpicos de Barcelona 1992
Venezuela estuvo representada en los Juegos Olímpicos de Barcelona 1992 por un total de 29 deportistas, 24 hombres y 5 mujeres, que compitieron en 9 deportes.
La portadora de la bandera en la ceremonia de apertura fue la nadadora de sincronizada María Elena Giusti. El equipo olímpico venezolano obtuvo dos medallas en estos Juegos, ambos en taekwondo. Este evento fue originalmente un deporte de exhibición y se le incluía por segunda vez en el programa olímpico. Arlindo Gouveia logró el oro en la categoría –54 kg y Adriana Carmona medalla de bronce en +70 kg femenino. Ambas medallas fueron oficialmente reconocidas por el Comité Olímpico Internacional en 2018.

## Medallistas
El equipo olímpico venezolano obtuvo las siguientes medallas:
| Medalla           | Atleta          | Deporte   | Evento     | Fecha       |
| ----------------- | --------------- | --------- | ---------- | ----------- |
| Medalla de oro    | Arlindo Gouveia | Taekwondo | 50-54 kg W | 4 de agosto |
| Medalla de bronce | Adriana Carmona | Taekwondo | +70 kg M   | 5 de agosto |

## Diplomas olímpicos
| Puesto | Nombre           | Deporte      | Evento            |
| ------ | ---------------- | ------------ | ----------------- |
| 5      | David Serradas   | Boxeo        | Peso mosca -51 kg |
| 7      | Humberto Fuentes | Halterofilia | −52 kg Masculino  |
| 7      | Willis García    | Judo         | –60 kg masculino  |
| 7      | María Villapol   | Judo         | –48 kg Femenino   |
| 7      | Xiomara Griffith | Judo         | –61 kg Femenino   |

## Deportes

### Baloncesto
| Jugadores | Jugadores | Jugadores            | Jugadores       | Jugadores | Jugadores | Jugadores        | Jugadores       |
| Pos       | #         | Nombre               | Estatura        | Pos       | #         | Nombre           | Estatura        |
| --------- | --------- | -------------------- | --------------- | --------- | --------- | ---------------- | --------------- |
| B         | 4         | Víctor David Díaz    | 1,98 m (6′ 6″)  | B         | 10        | Sam Shepherd     | 1,80 m (5′ 11″) |
| B         | 5         | David Díaz           | 1,83 m (6′ 0″)  | P         | 11        | Carl Herrera     | 2,06 m (6′ 9″)  |
| P         | 6         | Melquíades Jaramillo | 1,94 m (6′ 4″)  | AP        | 12        | Omar Walcott     | 2,03 m (6′ 8″)  |
| B         | 7         | Nelson Solorzano     | 1,80 m (5′ 11″) | B         | 13        | Gabriel Estaba   | 1,98 m (6′ 6″)  |
| E         | 8         | Rostyn González      | 1,98 m (6′ 6″)  | A         | 14        | Iván Olivares    | 1,95 m (6′ 5″)  |
| B         | 9         | Luis Jiménez         | 1,81 m (5′ 11″) | AP        | 15        | Alexander Nelcha | 2,04 m (6′ 8″)  |

| Entrenadores         | Entrenadores         | Entrenadores         | Entrenadores         |
| Entrenador principal | Entrenador principal | Entrenador principal | Entrenador principal |
| -------------------- | -------------------- | -------------------- | -------------------- |
| Julio Toro           |                      |                      |                      |

Resultados
Grupo B
| 26 de julio de 1992, 9:30 | Venezuela                                                    | 64–78                | Rusia (CEI)                                 | Barcelona                               |  |
|                           | Marcador por tiempos: 16-34, 48-44                           |                      |                                             |                                         |  |
|                           | Estadísticas Gabriel Estaba 21 Omar Walcott 4 Sam Shepherd 5 | Reporte Pts Reb Asts | Estadísticas 18 Tijonenko 7 Volkov 5 Volkov | Pabellón: Pabellón Olímpico de Badalona |  |

| 27 de julio de 1992, 11:30 | Venezuela                                                  | 79–87                | Lituania                                               | Barcelona                               |  |
|                            | Marcador por tiempos: 46-38, 33-49                         |                      |                                                        |                                         |  |
|                            | Estadísticas Sam Shepherd 17 Carl Herrera 8 Sam Shepherd 5 | Reporte Pts Reb Asts | Estadísticas 27 Marciulionis 11 Sabonis 8 Marciulionis | Pabellón: Pabellón Olímpico de Badalona |  |

| 29 de julio de 1992, 9:30 | Venezuela                                                      | 71–78                | Australia                                | Barcelona                               |  |
|                           | Marcador por tiempos: 27-43, 44-35                             |                      |                                          |                                         |  |
|                           | Estadísticas Ivan Olivares 22 Omar Walcott 11 Gabriel Estaba 4 | Reporte Pts Reb Asts | Estadísticas 16 Bradtke 9 Bradtke 7 Gaze | Pabellón: Pabellón Olímpico de Badalona |  |

| 31 de julio de 1992, 9:30 | Venezuela                                                       | 82–96                | Puerto Rico                            | Barcelona                               |  |
|                           | Marcador por tiempos: 42-52, 40-44                              |                      |                                        |                                         |  |
|                           | Estadísticas Ivan Olivares 24 Gabriel Estaba 8 Gabriel Estaba 4 | Reporte Pts Reb Asts | Estadísticas 19 López 14 Mincy 7 López | Pabellón: Pabellón Olímpico de Badalona |  |

| 2 de agosto de 1992, 14:30 | Venezuela                                                   | 96–88                | China                                             | Barcelona                               |  |
|                            | Marcador por tiempos: 52-52, 44-36                          |                      |                                                   |                                         |  |
|                            | Estadísticas Carl Herrera 23 Carl Herrera 10 Omar Walcott 5 | Reporte Pts Reb Asts | Estadísticas 18 Gong Xiaobin 3 Shan Tao 5 Sun Jun | Pabellón: Pabellón Olímpico de Badalona |  |

Ronda de consolación
| 4 de agosto de 1992, 11:30 | Venezuela                                                    | 81–95                | España                                         | Barcelona                               |  |
|                            | Marcador por tiempos: 40-46, 41-49                           |                      |                                                |                                         |  |
|                            | Estadísticas Carl Herrera 26 Gabriel Estaba 8 Carl Herrera 3 | Reporte Pts Reb Asts | Estadísticas 25 Herreros 9 Andreu 4 R. Jofresa | Pabellón: Pabellón Olímpico de Badalona |  |

| 6 de agosto de 1992, 9:00 | China                                               | 97–100               | Venezuela                                                   | Barcelona                               |  |
|                           | Marcador por tiempos: 51-51, 46-49                  |                      |                                                             |                                         |  |
|                           | Estadísticas Wu Qinglong 25 Wang Zhidan 5 Sun Jun 6 | Reporte Pts Reb Asts | Estadísticas 32 Iván Olivares 6 Carl Herrera 4 Carl Herrera | Pabellón: Pabellón Olímpico de Badalona |  |

Registro de 2 ganados y 5 perdidos, para finalizar en el puesto 11.

### Boxeo
| Atleta         | Evento                 | Dieciséisavos de final           | Octavos de final       | Cuartos de final                   | Semifinales        | Final              | Final  |
| Atleta         | Evento                 | Oponente Resultado               | Oponente Resultado     | Oponente Resultado                 | Oponente Resultado | Oponente Resultado | Puesto |
| -------------- | ---------------------- | -------------------------------- | ---------------------- | ---------------------------------- | ------------------ | ------------------ | ------ |
| David Serradas | Peso mosca -51 kg      | Angel Chacón (PUR) G 12-3        | Mario Loch (GER) G 9-4 | Raúl González Sánchez (CUB) P 7-14 | No avanzó          | No avanzó          | =5     |
| José Guzmán    | Peso wélter -67 kg     | Nicodemus Odore (KEN) P RSC 2R   | No avanzó              | No avanzó                          | No avanzó          | No avanzó          | =17    |
| Raimundo Yant  | Peso semipesado -81 kg | Mohamed Benguesmia (ALG) P 11-15 | No avanzó              | No avanzó                          | No avanzó          | No avanzó          | =17    |

### Ciclismo

#### Ciclismo de Ruta
Masculino
| Atleta           | Evento                  | Tiempo 5:29:08   | Lugar |
| ---------------- | ----------------------- | ---------------- | ----- |
| Carlos Maya      | Ruta (192 km) masculino | 04:35:56 (+0:35) | 40    |
| Hussein Monsalve | Ruta (192 km) masculino | 04:35:56 (+0:35) | 46    |
| Robinson Merchán | Ruta (192 km) masculino | No finalizó      | --    |

#### Ciclismo en pista
Velocidad
| Atleta          | Evento                        | Clasificación           | Clasificación | Ronda 1                          | Ronda 1 | Respesca 1                       | Respesca 1 | Cuarto de final                  | Semifinal                        | Final                            | Final     |
| Atleta          | Evento                        | Tiempo Velocidad (km/h) | Pos.          | Oponente Tiempo Velocidad (km/h) | Pos.    | Oponente Tiempo Velocidad (km/h) | Pos.       | Oponente Tiempo Velocidad (km/h) | Oponente Tiempo Velocidad (km/h) | Oponente Tiempo Velocidad (km/h) | Posición  |
| --------------- | ----------------------------- | ----------------------- | ------------- | -------------------------------- | ------- | -------------------------------- | ---------- | -------------------------------- | -------------------------------- | -------------------------------- | --------- |
| Daniela Larreal | Velocidad individual Femenino | 12,608                  | 11            | Salumäe (EST) Neumann (GER) P    | 3 h3    | Kuroki Mika (JPN) P              | 2          | No avanzó                        | No avanzó                        | No avanzó                        | No avanzó |

### Halterofilia
| Atleta                | Evento             | Peso corporal | Arrancada (kg) | Arrancada (kg) | Arrancada (kg) | Arrancada (kg) | Envión (kg) | Envión (kg) | Envión (kg) | Envión (kg) | Total | Posición |
| Atleta                | Evento             | Peso corporal | 1              | 2              | 3              | Resultado      | 1           | 2           | 3           | Resultado   | Total | Posición |
| --------------------- | ------------------ | ------------- | -------------- | -------------- | -------------- | -------------- | ----------- | ----------- | ----------- | ----------- | ----- | -------- |
| Humberto Fuentes      | −52 kg Masculino   | 51.65         | 100.0          | 105.0          | 105.0          | 100.0          | 125.0       | 130.0       | 135.0       | 130.0       | 230.0 | 7        |
| José Alexander Medina | −67,5 kg Masculino | 67.05         | 120.0          | 120.0          | 125.0          | 120.0          | 160.0       | 165.0       | 165.0       | 160.0       | 280.0 | 14       |
| Julio César Luna      | -82,5 kg Masculino | 82.35         | 147.5          | 152.5          | 155.0          | 152.5          | 185.0       | 190.0       | 195.0       | 190.0       | 342.5 | 16       |

### Judo
Masculino
| Atleta        | Evento           | Ronda preliminar           | Dieciséisavos de final        | Octavos de final          | Cuartos de final   | Semifinal          | Repechaje Dieciséisavos de final | Repechaje Octavos de final | Repechaje Cuartos de final      | Repechaje Semifinal                | Medalla de Bronce  | Final              | Posición |
| Atleta        | Evento           | Oponente Resultado         | Oponente Resultado            | Oponente Resultado        | Oponente Resultado | Oponente Resultado | Oponente Resultado               | Oponente Resultado         | Oponente Resultado              | Oponente Resultado                 | Oponente Resultado | Oponente Resultado | Posición |
| ------------- | ---------------- | -------------------------- | ----------------------------- | ------------------------- | ------------------ | ------------------ | -------------------------------- | -------------------------- | ------------------------------- | ---------------------------------- | ------------------ | ------------------ | -------- |
| Willis García | –60 kg masculino | Jerry Dino (PHI) 1000-0000 | Leyton Mafuta (ZAM) 1000-0000 | Yun Hyeon (KOR) 0000-1000 |                    |                    |                                  | Amit Lang (ISR) 1000-0000  | Piotr Kamrowski (POL) 0001-0000 | Philippe Pradayrol (FRA) 0000-1100 | No avanzó          |                    | 7.       |

Femenino
| Atleta           | Evento          | Ronda preliminar   | Octavos de final                    | Cuartos de final                 | Semifinal          | Repechaje Octavos de final   | Repechaje Cuartos de final         | Repechaje Semifinal           | Medalla de Bronce  | Final              | Posición |
| Atleta           | Evento          | Oponente Resultado | Oponente Resultado                  | Oponente Resultado               | Oponente Resultado | Oponente Resultado           | Oponente Resultado                 | Oponente Resultado            | Oponente Resultado | Oponente Resultado | Posición |
| ---------------- | --------------- | ------------------ | ----------------------------------- | -------------------------------- | ------------------ | ---------------------------- | ---------------------------------- | ----------------------------- | ------------------ | ------------------ | -------- |
| María Villapol   | –48 kg Femenino | bye                | Szalíma esz-Szuákri (ALG) 0000-0010 |                                  |                    | Donna Hilton (NZL) 1000-0000 | Michaela Bornemann (AUT) 0100-0000 | Hülya Şenyurt (TUR) 0000-0010 | No avanzó          |                    | 7.       |
| Xiomara Griffith | –61 kg Femenino | bye                | Nagy Zsuzsa (HUN) 1000-0000         | Cathérine Fleury (FRA) 0000-1000 |                    |                              | Ileana Beltran (CUB) 0010-0000     | Zhang Di (CHN) 0000-0010      | No avanzó          |                    | 7.       |

### Lucha

#### Estilo greco-romano masculino
| Atleta      | Evento | 1.ª Ronda                                   | 1.ª Ronda | 2.ª Ronda          | 3.ª Ronda          | 4.ª Ronda          | 5.ª Ronda          | Final / MB         | Final / MB         |
| Atleta      | Evento | Oponente Resultado                          | Pos.      | Oponente Resultado | Oponente Resultado | Oponente Resultado | Oponente Resultado | Oponente Resultado | Oponente Resultado |
| ----------- | ------ | ------------------------------------------- | --------- | ------------------ | ------------------ | ------------------ | ------------------ | ------------------ | ------------------ |
| Luis Rondón | −82 kg | Turlykhanov (EUN) P 0–9 Razzino (ITA) P 2–6 | =6 GA R1  | No avanzó          | No avanzó          | No avanzó          | No avanzó          | No avanzó          | No avanzó          |

### Natación sincronizada
| Atleta             | Evento | Preliminares      | Preliminares    | Preliminares | Preliminares | Final             | Final           | Final     | Posición Final |
| Atleta             | Evento | Ejercicio técnico | Ejercicio libre | Total        | Total        | Ejercicio técnico | Ejercicio libre | Total     | Posición Final |
| Atleta             | Evento | Puntos            | Puntos          | Puntos       | Lugar        | Puntos            | Puntos          | Puntos    | Posición Final |
| ------------------ | ------ | ----------------- | --------------- | ------------ | ------------ | ----------------- | --------------- | --------- | -------------- |
| María Elena Giusti | Solo   | 84,973            | 93,84           | 178,813      | 9.           | No avanzó         | No avanzó       | No avanzó | 9.             |

### Saltos
Masculino
| Atleta         | Evento            | Preliminares | Preliminares | Final     | Final     |
| Atleta         | Evento            | Puntos       | Lugar        | Puntos    | Lugar     |
| -------------- | ----------------- | ------------ | ------------ | --------- | --------- |
| Darío di Fazio | Trampolín de 3 m  | 332,43       | 25           | No avanzó | No avanzó |
| Darío di Fazio | Plataforma de 10m | 317.04       | 23           | No avanzó | No avanzó |

### Taekwondo
| Atleta          | Evento           | Cuartos de final            | Semi final               | Final                     | Final             |           |
| Atleta          | Evento           | Oponente Resultado          | Oponente Resultado       | Oponente Resultado        | Puesto            |           |
| --------------- | ---------------- | --------------------------- | ------------------------ | ------------------------- | ----------------- | --------- |
| Arlindo Gouveia | −54 kg Masculino | Thierry Dedegbe (FRA) V 4–2 | Seo Sung-Kyo (KOR) V 4–3 | Dirc Talumewo (INA) V 2–1 | Medalla de oro    |           |
| Carlos Rivas    | -64 kg Masculino | Ekrem Boyali (TUR) P 2–3    | No avanzó                | No avanzó                 | No avanzó         | No avanzó |
| Adriana Carmona | +70 kg Femenino  | Ala Bychenko (EUN) V 2–2    | Susan Graham (NZL) P 2–3 | No avanzó                 | Medalla de bronce |           |